# Blood Sugar Sex Magik
Az 1991-es Blood Sugar Sex Magik a Red Hot Chili Peppers ötödik nagylemeze. Ez az első albumuk, amely a Warner Bros. Records-nál jelent meg. A zenei hangzás nagyban eltér az együttes előző albumáétól, a Mother's Milk-étől. Az album témái közt megtaláljuk a szexuális célozgatásokat, a drogra és a halálra vonatkozó utalásokat, továbbá a vágyat és a bőséget.
A Billboard 200-on a harmadik helyig jutott, világszerte 15 millió példányban kelt el. Meghozta az együttes számára az ismertséget és a kritikai elismerést. Szerepel az 1001 lemez, amit hallanod kell, mielőtt meghalsz című könyvben. A Blood Sugar Sex Magik olyan slágereket hozott, mint az Under the Bridge, Give It Away, Suck My Kiss, Breaking the Girl és az If You Have to Ask. John Frusciante gitáros a turné alatt kilépett a zenekarból, mivel nem volt képes megbirkózni a sikerrel.

## Az album dalai
|     | Cím                          | Szerző(k)             | Hossz |
| --- | ---------------------------- | --------------------- | ----- |
| 1.  | The Power of Equality        | Red Hot Chili Peppers | 4:04  |
| 2.  | If You Have To Ask           | Red Hot Chili Peppers | 3:33  |
| 3.  | Breaking The Girl            | Red Hot Chili Peppers | 4:55  |
| 4.  | Funky Monks                  | Red Hot Chili Peppers | 5:23  |
| 5.  | Suck My Kiss                 | Red Hot Chili Peppers | 3:37  |
| 6.  | I Could Have Lied            | Red Hot Chili Peppers | 4:04  |
| 7.  | Mellowship Slinky In B Major | Red Hot Chili Peppers | 3:59  |
| 8.  | The Righteous And The Wicked | Red Hot Chili Peppers | 4:05  |
| 9.  | Give It Away                 | Red Hot Chili Peppers | 4:43  |
| 10. | Blood Sugar Sex Magik        | Red Hot Chili Peppers | 4:31  |
| 11. | Under The Bridge             | Red Hot Chili Peppers | 4:21  |
| 12. | Naked In The Rain            | Red Hot Chili Peppers | 4:25  |
| 13. | Apache Rose Peacock          | Red Hot Chili Peppers | 4:42  |
| 14. | Greeting Song                | Red Hot Chili Peppers | 3:13  |
| 15. | My Lovely Man                | Red Hot Chili Peppers | 4:39  |
| 16. | Sir Psycho Sexy              | Red Hot Chili Peppers | 8:16  |
| 17. | They're Red Hot              | Robert Johnson        | 1:11  |

## Közreműködők

### Red Hot Chili Peppers
- Flea – basszusgitár, háttérvokál, trombita, ütőhangszerek, billentyűk
- John Frusciante – gitár, háttérvokál, ütőhangszerek
- Anthony Kiedis – ének, ütőhangszerek
- Chad Smith – dob, ütőhangszerek

### További zenészek
- Brendan O'Brien – mellotron a Breaking the Girl és Sir Psycho Sexy dalokon
- Gail Frusciante és barátai – kórus az Under the Bridge-en
- Pete Weiss – doromb a Give It Away-en

### Produkció
- Brendan O'Brien – hangmérnök
- Chris Holmes – keverés
- Rick Rubin – producer
- Howie Weinberg – mastering
- Gus Van Sant – művészeti vezető